# Прагджьётиша

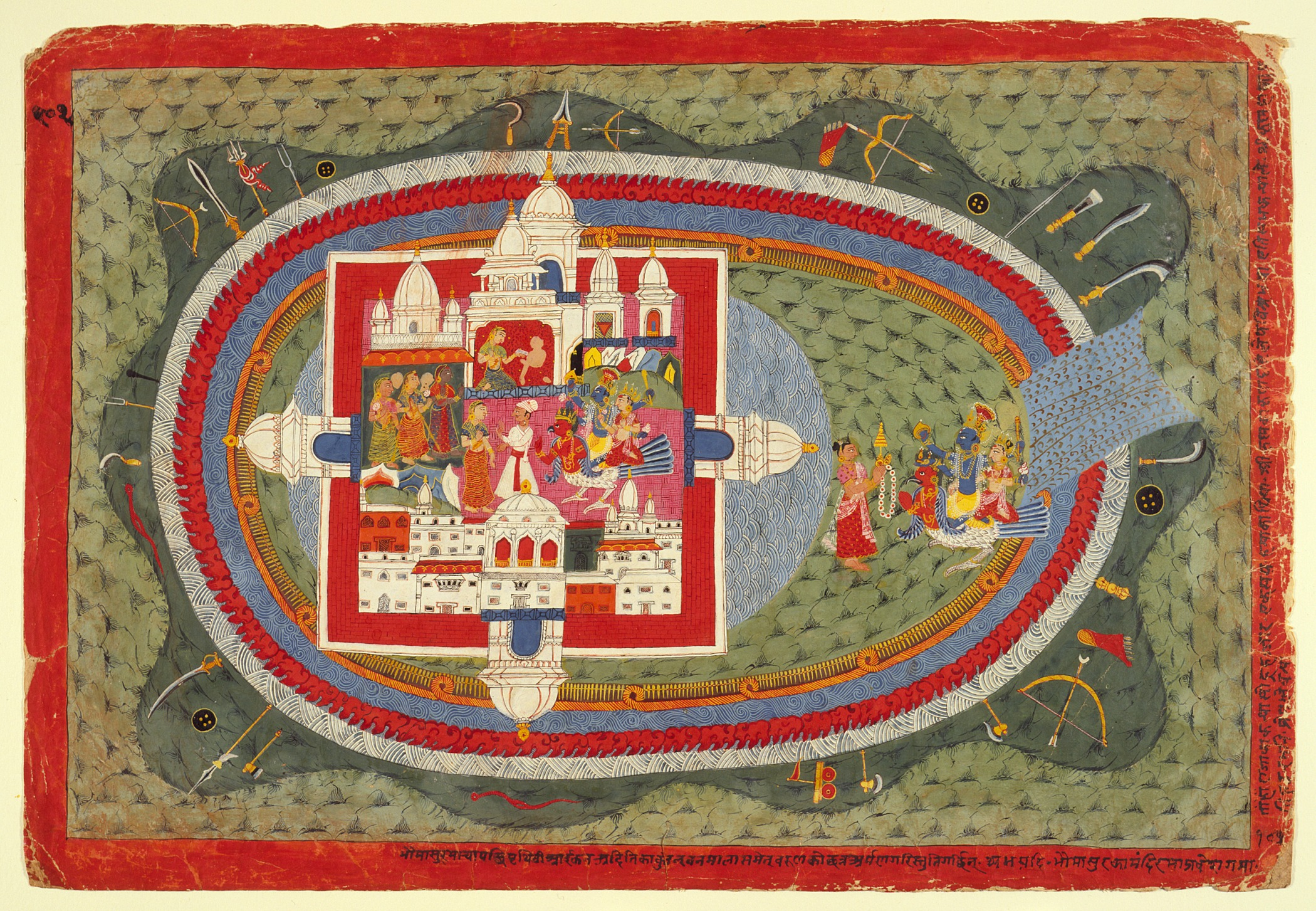
Сцена с участием царя Наракасуры.

Прагджьётиша — мифологическое царство, упоминаемое в индуистском эпосе, которое позже стали ассоциироваться с исторической Камарупой.
Джэ-Ын Шин отвергает некритическую ассоциацию с историческим Камарупой; она считает, что Бхаскарварман из династии Варман построил божественное происхождение своего рода от династии Наракасуры и Бхагадатты из легендарного Прагджьётиши, чтобы утвердить своё правление Камарупой. Отождествление государств набрало популярность когда Бхаскараварман стал одним из самых выдающихся царей Северной Индии. Дальнейшие династии Камарупы — Млеччхи и Паласы — так же возводили своё происхождение к Наракасуре.

## В писаниях
Все ранние упоминания не указывают на то, что Прагджьётиша находится в Камарупе или рядом с ней в Северо-Восточной Индии. Первые упоминания об этом царстве встречаются в Рамаяне и Махабхарате, в разделах, написанных не раньше первого века. В Кишкиндха-канде первого Прагджьётиша находится на западе возле горы Вараха у моря. В Ашвамедха-парве Арджуна победил Ваджрадатту из Праджьётиши в трехдневном сражении близ Пенджаба в долине Нижнего Инда; Хариванша также имеет многочисленные упоминания Прагдьётиши.

## В современной культуре
По современным мифологическим преедставлениям Джьётиша — это санскритизированная форма наименования зухти, которые были (очевидно) первыми пришельцами в Ассам из Китая — но этому мало исторических подтверждений.